# Lista över bemannade rymdfärder i Tiangongprogrammet
Detta är en lista över bemannade rymdfärder i Tiangongprogrammet.

## Genomförda
| Flyg                   | Uppdrag     | Besättning                               | Foto av besättningen | Uppdraget startar | Uppdraget slutar  | Anteckningar                                                                                         |
| Tiangong-1             | Tiangong-1  | Tiangong-1                               | Tiangong-1           | Tiangong-1        | Tiangong-1        | Tiangong-1                                                                                           |
| ---------------------- | ----------- | ---------------------------------------- | -------------------- | ----------------- | ----------------- | --- |
| 1                      | Shenzhou 9  | Jing Haipeng Liu Wang Liu Yang           |                      | 16 juni 2012      | 29 juni 2012      | Leverera tre rymdfarare till Tiangong-1; första besättningen till Tiangong-1.                        |
| 2                      | Shenzhou 10 | Nie Haisheng Zhang Xiaoguang Wang Yaping |                      | 11 juni 2013      | 26 juni 2013      | Leverera tre rymdfarare till Tiangong-1; sista besättningen till Tiangong-1.                         |
| Tiangong-2             |             |                                          |                      |                   |                   | |
| 3                      | Shenzhou 11 | Jing Haipeng Chen Dong                   |                      | 16 oktober 2016   | 18 november 2016  | Leverera två rymdfarare till Tiangong-2; första och enda besättningen ombord Tiangong-2.             |
| Rymdstationen Tiangong |             |                                          |                      |                   |                   | |
| 4                      | Shenzhou 12 | Nie Haisheng Liu Boming Tang Hongbo      |                      | 17 juni 2021      | 17 september 2021 | Leverera 3 rymdfarare till rymdstationen Tiangong; första besättningen till rymdstationen Tiangong.  |
| 5                      | Shenzhou 13 | Zhai Zhigang Wang Yaping Ye Guangfu      |                      | 15 oktober 2021   | 16 april 2022     | Leverera 3 rymdfarare till rymdstationen Tiangong; andra besättningen ombord rymdstationen Tiangong. |
| 6                      | Shenzhou 14 | Chen Dong Liu Yang Cai Xuzhe             |                      | 5 juni 2022       | 4 december 2022   | Leverera tre rymdfarare till rymdstationen Tiangong; tredje besättningen ombord Tiangong.            |
| 7                      | Shenzhou 15 | Fei Junlong Deng Qingming Zhang Lu       |                      | 29 november 2022  | 3 juni 2023       | Leverera tre rymdfarare till rymdstationen Tiangong; fjärde besättningen ombord Tiangong.            |

## Pågående
| Flyg                   | Uppdrag                | Besättning                           | Foto av besättningen   | Uppdraget startar      | Uppdraget slutar       | Anteckningar                                                                             |
| Rymdstationen Tiangong | Rymdstationen Tiangong | Rymdstationen Tiangong               | Rymdstationen Tiangong | Rymdstationen Tiangong | Rymdstationen Tiangong | Rymdstationen Tiangong                                                                   |
| ---------------------- | ---------------------- | ------------------------------------ | ---------------------- | ---------------------- | ---------------------- | ---------------------------------------------------------------------------------------- |
| 8                      | Shenzhou 16            | Jing Haipeng Zhu Yangzhu Gui Haichao |                        | 30 maj 2023            |                        | Leverera tre rymdfarare till rymdstationen Tiangong; femte besättningen ombord Tiangong. |

## Planerade
| Flyg                 | Uppdrag              | Besättning           | Foto av besättningen | Uppdraget startar    | Uppdraget slutar     | Anteckningar                                                                           |
| Tiangong rymdstation | Tiangong rymdstation | Tiangong rymdstation | Tiangong rymdstation | Tiangong rymdstation | Tiangong rymdstation | Tiangong rymdstation                                                                   |
| -------------------- | -------------------- | -------------------- | -------------------- | -------------------- | -------------------- | -------------------------------------------------------------------------------------- |
| 9                    | Shenzhou 17          |                      |                      | November 2023        |                      | Leverera 3 rymdfarare till rymdstationen Tiangong; sjäte besättningen ombord Tiangong. |